# كلدكت (تشيشير)
كلدكت (بالإنجليزية: Caldecott, Cheshire)‏ هي قرية وأبرشية مدنية تقع في المملكة المتحدة في تشيشير. يقدر عدد سكانها بـ 24 نسمة .